# Матинян, Сергей Гайкович
Серге́й Га́йкович Матиня́н (арм. Սերգեյ Հայկի Մատինյան; 8 января 1931, Тбилиси — 8 сентября 2017, Дарем, США) — советско-американский физик-теоретик. 
Академик АН Армянской ССР (1990, член-корреспондент с 1982), доктор физико-математических наук (1966), профессор (1969).
Работы Сергея Гайковича Матиняна посвящены слабым и сильным взаимодействиям, теории элементарных частиц, квантовой теории поля, ядерной физике высоких энергий, квантовой гидродинамике (теория сверхтекучести), вопросам нейтринной астрофизики. Матинян получил важные результаты в области оптики нейтральных {\displaystyle K}-мезонов, фоторождения векторных мезонов, обнаружил нестабильность вакуума в квантовой хромодинамике, динамический хаос неабелевых калибровочных полей.

## Биография
Сергей Гайкович Матинян родился 8 января 1931 года в Тбилиси в армянской семье.
В 1953 году вступил в КПСС. В 1954 году с отличием окончил физический факультет Тбилисского государственного университета. В 1956—1957 годах работал научным сотрудником Института теоретической и экспериментальной физики в Москве.
В 1957 году Сергей Матинян поступил в аспирантуру Института физики АН Грузинской ССР, где занялся исследованием {\displaystyle \delta }-распада, подчиняющегося слабому взаимодействию. В 1958 году в Тбилисском государственном университете защитил диссертацию на соискание учёной степени кандидата физико-математических наук. С 1957 по 1966 годы являлся учёным секретарём института. В 1966 году основал отдел теории элементарных частиц института, которым руководил до 1970 года. В институте Сергей Матинян начал работать над докторской диссертацией, посвящённой проблемам симметрии в физике, распадам гиперонов и разнице масс нейтральных {\displaystyle K}-мезонов. В 1966 году в Тбилисском государственном университете он защитил диссертацию на соискание учёной степени доктора физико-математических наук, а в 1969 году получил учёную степень профессора.
С 1969 по 1970 год был профессором физического факультета Тбилисского государственного университета. В 1970 году переехал в Армению и вплоть до 1992 года был заведующим лабораторией теории элементарных частиц и заместителем директора Ереванского физического института, одновременно был профессором кафедры физики высоких энергий Ереванского государственного университета.
В 1982 году Матинян был избран членом-корреспондентом АН Армянской ССР, а в 1990 году академиком АН Армянской ССР.
С 1993 года Сергей Матинян проживал в США. С этого же года работал приглашённым профессором в Дюкском университете и Университете штата Северная Каролина.
Сергей Гайкович Матинян скончался 8 сентября 2017 года в городе Дарем штата Северная Каролина США.

## Научная деятельность
Основные труды Сергея Гайковича Матиняна посвящены теоретической физике. Преимущественно он занимался теорией слабого взаимодействия и внёс значительный вклад в исследование нарушения пространственной симметрии {\displaystyle \delta }-расспада. Он показал, что при распаде гиперонов это явление вызывает поляризацию протонов и несимметричный разлет {\displaystyle \pi }-мезонов по отношению к спину гиперона.
В 1958—1960 годах Сергей Матинян занимался квантовой гидродинамикой, в частности, исследованием гидродинамики колебаний твёрдых тел, погружённых во вращающийся гелий II. Исследуя колебания диска или стопки дисков во вращающемся гелии II, Матинян (совместно с Ю. Г. Мамаладзе) показал, что колебания генерируют в жидком гелии составную волну, которая распространяется вдоль оси вращения и является совокупностью четырёх простых волн. Матинян также решил задачу о крутильных колебаниях цилиндра в вращающемся гелии II. Он доказал, что колеблющаяся поверхность генерирует в нормальной компоненте жидкого гелия цилиндрическую волну.
С конца 1950-х годов Сергей Матинян занимался вопросами теории элементарных частиц. Он исследовал фоторождение нейтральных векторных мезонов при высоких энергиях в модели полюсов Редже, явление образования {\displaystyle A_{1}}-мезона во встречных пучках ({\displaystyle e^{-}+e^{+}\rightarrow A_{1}+\pi }), фоторождение {\displaystyle X_{0}}-мезонов в периферической модели и другие вопросы.
Сергей Матинян также работал по теме квантовой теории поля. Исследуя особый класс полей Янга — Миллса — пространственно однородными полями (классическая механика Янга — Миллса), не имеющими аналога в линейной абелевой электродинамике, Матинян показал, что наличие в вакууме случайных (гауссовых) токов приводит к невылетанию полей, генерированных этими токами.
- Матинян С. Г. Динамический хаос неабелевых калибровочных полей // Физика элементарных частиц и атомного ядра. — 1985. — Т. 16, вып. 3. — С. 522—550.
- Матинян С. Г. Единая теория слабого и электромагнитного взаимодействий // Известия АН Армянской ССР. Физика. — 1980. — Т. 15, № 1. — С. 66—69.
- Матинян С. Г., Пирогов Ю. Ф., Тер-Исаакян Н. Л., Шахназарян Ю. Г. Об излучении жестких фотонов в {\displaystyle e^{+}e^{-}}-аннигиляции в адроны при высоких энергиях // Письма в ЖЭТФ. — 1978. — Т. 18, вып. 3. — С. 205—208.
- Матинян С. Г., Тер-Исаакян Н. Л., Хозе В. А. Неупругие адронные процессы при больших переданных импульсах и глубоко неупругое электророждение // Письма в ЖЭТФ. — 1978. — Т. 15, вып. 2. — С. 110—113.
- Есайбегян С. В., Матинян С. Г. Векторные партоны? // Письма в ЖЭТФ. — 1974. — Т. 19, вып. 6. — С. 418—420.
- Геворкян С. Р., Матинян С. Г., Солахян В. П. Учет корреляций в процессе фоторождения заряженных пионов на ядрах при высоких энергиях // Известия АН Армянской ССР. Физика. — 1974. — Т. 9, № 4. — С. 277—283.
- Акопов Н. З., Зверев А. М., Матинян С. Г., Шахназарян Ю. Г. О фоторождении аксиально-векторных мезонов при высоких энергиях // Известия АН Армянской ССР. Физика. — 1973. — Т. 8, № 3. — С. 161—167.
- Матинян С. Г. О поглощении фотонов сверхвысоких энергии во Вселенной // Астрофизика. — 1972. — Т. 8, № 4. — С. 587—590.
- Матинян С. Г., Шахназарян Ю. Г. Фоторождение {\displaystyle X^{0}}-мезона в периферической модели // Известия АН Армянской ССР. Физика. — 1971. — Т. 6, № 3. — С. 151—155.
- Матинян С. Г., Харбедия Л. И. {\displaystyle \omega }-распад и модель Венециано // Письма в ЖЭТФ. — 1969. — Т. 10. — С. 265—266.
- Коваль Л. Н., Матинян С. Г. Еще раз о фоторождении нейтральных векторных мезонов при высоких энергиях // Известия АН Армянской ССР. Физика. — 1969. — Т. 4, № 4. — С. 230—232.
- Матинян С. Г., Шахназарян Ю. Г. Вершина {\displaystyle A_{1}\rho \pi } и образование {\displaystyle A_{1}}-мезона во встречных пучках // Известия АН Армянской ССР. Физика. — 1968. — Т. 3, № 5. — С. 366—370.
- Матинян С. Г. К вопросу о фоторождении нейтральных векторных мезонов при высоких энергиях // Известия АН Армянской ССР. Физика. — 1967. — Т. 2, № 5. — С. 358—363.
- Андроникашвили Э. Л., Мамаладзе Ю. Г., Матинян С. Г., Цакадзе Д. С. О свойствах квантованных вихрей, возникающих при вращении гелия II // Успехи физических наук. — 1961. — Т. 73, вып. 1. — С. 3—40.

## Награды
- Орден Трудового Красного Знамени[5].